# NGC 2115A
NGC 2115A (другие обозначения — ESO 205-6A, PGC 18002) — галактика в созвездии Живописец.
Этот объект не входит в число перечисленных в оригинальной редакции «Нового общего каталога» и был добавлен позднее.